# Wizkid
アヨデジ・イブラヒム・バログン（Ayodeji Ibrahim Balogun、1990年7月16日 - ）は、Wizkid（ウィズキッド）の芸名で知られるナイジェリアの男性シンガーソングライターである。

## 経歴
ヨルバの両親のもと、ナイジェリア最大都市のラゴス・スルレレ地区で生まれ育つ。11歳の頃教会のコーラスグループで歌い始め、グループ「Glorious Five」としてアルバムをリリースする。当時の名義はLil' Prinzであった。2009年にプロデューサー・ミュージシャンのBanky WのレーベルEmpire Mates Entertainmentと契約し、2010年自身ファーストアルバムとなる「Superstar」をリリースする。その後同レーベルとは金銭の配分で意見が食い違い、脱退する。2013年に自身のレーベル「Starboy Entertainment」を設立、Maleek Berry、L.A.X、Legendury Beatz等と契約している。2014年にセカンドアルバム「Ayo (Joy)」をリリース。何曲かをシングルカットしヒットさせる。なかでもキャリア初期の苦労を歌った「Ojuelegba」は各国で高い評価を受け、公式のリミックスにはDrakeとイギリスのグライムMC、Skeptaが参加し世界的に有名となる契機になった。

## 音楽スタイル
ヒップホップやダンスホールレゲエからの影響が強い新世代のアフロビート上で特徴的なボーカルを乗せる。アルバム「Ayo (Joy)」ではフェミ・クティのサックスをフィーチャーした曲を収めており、幅広い意味での「ワールドミュージック」ファン層にもアプローチしている。

## その他
- 父親がムスリム、母親はキリスト教徒である。本人は自分の宗教について、クリスチャンだと述べている。[2]

- かつてのレーベルオーナー・Banky W とは金銭問題で袂を分かっており、ビーフが噂されたが、現在はお互いの曲で共演するなど不仲説は否定している。[3][4]

- 2012年頃から頭角を表してきたナイジェリアのシンガーDAVIDOとはライバル関係が広く噂されていた。Twitter上で「エアリプ」の飛ばし合い[5]とも取れるような状態が一時ヒートアップしたが双方インタビューではその事実はない、と噂を切り捨てている。なお両者が直接共演した曲は無く、2015年にUKのラップデュオKREPT&KONANのシングル「Freak Of The Week」のリミックスの一つでの間接的な共演にとどまる。噂を払底するかのように2016年アメリカ・テキサスで行われた音楽フェスティバル・SXSWで両者がブッキングされた際、DAVIDOの自家用機の中で共に撮った写真をインスタグラムに投稿している。

- ライブブッキングフィーがアフリカ一高額な事でも知られている。